# 바이러스
바이러스(영어: virus 바이러스[*], 라틴어: virus 비루스[*], 문화어: 비루스) 또는 여과성 미생물(濾過性微生物), 병독(病毒)은 다른 유기체의 살아 있는 세포 안에서만 살 수 있는 전염성 감염원이자 생물과 무생물의 중간적 존재(비세포성 반생물)이다. 초현미경적, 여과성 병원체이기도 하다. 기생과 증식을 위해서는 숙주가 필요하다. 바이러스는 박테리아와 동물을 포함한 동물과 식물에서 미생물에 이르기까지 모든 종류의 생물체를 감염시킬 수 있다. 러시아의 식물학자 드미트리 이바노프스키(Dmitri Iosifovich Ivanovsky)의 1892년 연구가 다루었던 담배모자이크바이러스 이래로 진행된 연구들에서 바이러스는 감염된 세포 안에 있지 않거나 세포를 감염시키는 과정에 있는 동안 독립적인 입자의 형태로 존재한다는 사실이 밝혀졌다. 비리온이라고도 하는 이 바이러스 입자들은 DNA나 RNA로 만들어진 유전 물질을 보호하는 두 개 또는 세 개의 부분으로 구성되어 있다. 유전자 외피와 단백질 외피를 둘러싸는 긴 분자인 이 바이러스 입자들의 모양은 몇몇 바이러스 종들을 위한 단순한 나선형과 타원형 형태에서부터 다른 종들을 위한 더 복잡한 구조까지 다양하다. 대부분의 바이러스 종들은 너무 작아서 광학 현미경으로 볼 수 없다. 평균적인 바이러스는 평균적인 박테리아 크기의 약 100분의 1이다.
생명의 진화 역사에 있어서 바이러스의 기원은 명확하지 않다. 어떤 바이러스는 박테리아로부터 진화했을 수도 있고, 세포들 사이를 이동할 수 있는 DNA의 플라스미드 조각들로부터 진화했을 지도 모른다. 바이러스는 진화 과정에서 수평적인 유전자 전달의 중요한 수단으로, 이는 유전적 다양성을 증가시킨다. 바이러스는 유전 물질을 운반하고, 생식하고, 자연선택을 통해 진화하기 때문에 생명체의 한 형태라고 간주하기도 하지만 일반적으로 생명체로 분류하는데 필요한 주요 특성(예를 들어 세포 구조)을 가지고 있지 않다. 이와 같이 바이러스는 생명체로서의 특성을 모두 지니고 있는 것이 아니라 일부만을 지니고 있기 때문에 "생명의 가장자리에 있는 유기체" 및 복제 물질로 묘사되어 왔다.

## 바이러스의 발견과 연구의 역사
루이 파스퇴르는 광견병의 병원체를 찾을 수 없어서 현미경을 이용하여 매우 작은 병원균을 발견해내는 것에 대하여 궁리하였다. 1884년에 프랑스의 미생물학자 찰스 챔버랜드는 박테리아보다 더 작은 구멍을 지닌 필터를 발명하였다. 이에 따라 그는 필터를 통해 박테리아를 포함한 용액을 통과시켜 이 용액으로부터 이들을 걸러낼 수 있었다. 1892년에 러시아의 생물학자 드미트리 이바놉스키(Ivanovskii, D. I.)는 이 필터를 이용하여 현재의 담배모자이크바이러스를 연구하였다. 그의 연구는 감염된 담배잎으로부터 으깬 잎 추출물이 필터 과정을 거쳤더라도 감염성이 유지되는 것을 입증하였다. 이바놉스키는 이 감염이 박테리아가 만들어낸 독성으로 인한 것으로 생각하였으나 이 생각에서 더 앞으로 나아가진 않았다. 당시, 모든 감염체들은 필터를 통해 존속되어 영양배지에서 증식시킬 수 있다고 여겨졌고, 이는 질병의 배종설(매균설)의 일부가 되었다. 1898년에 네덜란드의 미생물학자 마루티누스 베이제린크(Martinus Beijerinck)는 이 실험을 되풀이하였고 필터 처리된 용액에 새로운 형태의 감염체가 포함되어 있다는 것이 입증되었다. 그는 이 감염체가, 분리된 세포에서만 증식되는 것을 발견하였으나 그의 실험을 통해 그것이 입자로 이루어졌다는 것을 입증하지는 못했다. 그는 이를 contagium vivum fluidum로 불렀으며 이 낱말을 바이러스(virus)라 하였다. 베이젠리크는 바이러스가 자연 상에서는 액체 상태로 되어 있다고 주장하였으나, 이 이론은 나중에 웬들 스탠리가 바이러스가 미립자성을 띠는 것을 입증함으로써 사실이 아님이 입증되었다. 같은 해에 프리드리히 뢰플러와 프로시는 최초의 동물성 바이러스(구제역을 일으키는 아프타바이러스)를 비슷한 필터를 통해 걸러내는 데 성공했다.

## 바이러스의 기원[8]
19세기 후반 바이러스 발견 직후 생물학자들은 그들의 기원에 대해 생각하였다. 초기에는 바이러스가 세포로 진화하지 못한 원형질체의 일부였을 것이라는 가설을 제시했다. 하지만 이 가설은 바이러스와 숙주세포 사이에 복잡한 관계가 있다는 것이 밝혀지면서 부정되었다.
두 번째 가설은 그들이 생존을 위해 핵산을 필요로 하는 세포내 기생체로부터 유래하였다는 가설이다. 바이러스가 숙주세포 내로 들어가면 핵산을 비롯하여 바이러스가 필요로 하는 모든 것들을 숙주세포로부터 얻을 수 있기 때문이다.
세번째 가설은 바이러스가 세포로부터 방출되었기 때문에 복제를 위해 숙주세포로 되돌아가야 하는 유전자라는 것이다.

## 분류
바이러스는 숙주의 종류에 따라서 식물 바이러스·동물 바이러스 및 세균 바이러스(파지)로 나누기도 한다. 그러나, 생물 증식의 근원이 핵산에 있으므로 핵산의 종류에 따라 분류하게 되었다. 즉, 2종류의 핵산 중에서 어느 것을 가졌는가에 따라 DNA바이러스 아문과 RNA바이러스 아문으로 나뉘며, 이들은 다시 강·목·과로 세분화된다. 바이러스는 증식에 필요한 효소를 가지고 있지 않으므로, 다른 생물에 기생하면서 숙주가 가진 것을 이용하여 증식한다. 천연두나 수두를 일으키는 바이러스나 대장균에 기생하는 T파지는 DNA바이러스이다. 이에 대해, 유행성 이하선염(항아리손님)·홍역·광견병·소아마비·일본뇌염 등을 일으키는 바이러스는 RNA바이러스이다.
노벨상 수상자인 데이비드 볼티모어(David Baltimore)는 바이러스를 다음과 같이 분류했다.
- I: dsDNA 바이러스(겹가닥 DNA 바이러스) - 아데노바이러스, 헤르페스바이러스, 마마바이러스 등
- II: ssDNA 바이러스(외가닥 DNA 바이러스) - 파르보바이러스 등
- III: dsRNA 바이러스(겹가닥 RNA 바이러스) - 레오바이러스 등
- IV: (+)ssRNA 바이러스(양성-극성 외가닥 RNA 바이러스) - 코로나바이러스, 피코르나바이러스, 토가바이러스등
- V: (−)ssRNA 바이러스(음성-극성 외가닥 RNA 바이러스) - 오르토믹소바이러스, 라브도바이러스 등
- VI: ssRNA-RT 바이러스(외가닥 RNA-RT 바이러스) - 레트로바이러스 등
- VII: dsDNA-RT 바이러스(겹가닥 DNA-RT 바이러스) - 헤파드나바이러스 등

## 구조
바이러스는 RNA나 DNA의 유전물질과 그것을 둘러싸고 있는 단백질 껍질(capsid, 캡시드)로 구성되는 매우 간단한 구조를 가진다. 단백질 껍질(캡시드)은 구슬 모양의 단백질(capsomere, 캡소머)이 모여 이루어진 것이다. 어떤 바이러스는 단백질 껍질 이외에 지질로 이루어진 막을 가지기도 한다. 위의 그림에서 하단의 바이러스가 지질로 이루어진 층을 가지는 Enveloped Virus(외피로 둘러싸인 바이러스)이다. 이 지질층은 숙주세포의 세포막에서 유래한 것이다.

## 특징
바이러스는 일반적인 영양 배지에서는 배양할 수 없지만 살아 있는 세포에서는 선택적으로 기증 ·증식한다. 이러한 특징을 가진 바이러스를 증식시키기 위해서, 미생물학자들은 1900년대 초, 페트리 접시에서 자라는 세포층에서 바이러스를 배양하는 방법(세포배양)을 개발하였다. 발견 초기에는 누구나 바이러스가 무생물이라고 생각했지만 생물학자들 사이에서는 바이러스가 생물인지 무생물인지에 대한 논쟁이 있었다. 이는 바이러스가 통상적인 세포 구조를 가지고 있지 않기 때문에 고전적인 생물학 차원에서 무생물(비생물)로 분류하기도 했지만, 생물과 무생물의 특징들을 동시에 가지고 있기에 생물과 무생물의 중간 단계로 분류하는 것이 통상적이다.
생물적 특성
- (숙주 세포의 효소를 이용한) 물질 대사가 가능하다.
- 증식, 유전, 적응 등의 생명 현상을 나타낸다.
- 자기복제가 가능해 돌연변이가 나타날 수 있다.

무생물적 특성
- 핵이 없고 세포막 등의 세포 기관도 없다.
- 독립적인 효소가 없어 독립적 물질대사가 불가능하다.
- 생물체 밖에서는 결정체로 존재한다.

## 바이러스 복제
바이러스 감염주기는 용균성(lytic) 또는 용원성(lysogenic)으로 분류된다.
- 용균주기: 새로운 바이러스가 숙주 세포에서 터져나와 숙주를 죽이게 된다.
- 용원주기: 바이러스 DNA가 숙주 유전체에 통합되어 잠복해 있다가 숙주 세포가 복제될 때 같이 복제된다.

바이러스 복제 방법은 크게 6가지로 요약할 수 있다.
1. 부착(Attachment): 바이러스의 표면단백질이 숙주 세포의 특이 수용체에 부착된다.
  - 특정 숙주 세포의 수용체에 대한 바이러스 표면 단백질의 친화성이 바이러스에 감수성이 있는 숙주의 범위와 숙주 내에서 감염이 일어나는 특정부위를 결정한다.
2. 투과(Penetration): 외피보유바이러스는 바이러스의 외피와 세포의 외막 융합(fusion)을 통해 세포내로 침투한다.
3. 탈외각(Uncoating): 바이러스의 단백질이 제거되고 핵산이 유리되는 과정이다.
4. 복제(Replication): 바이러스의 mRNA가 합성된 후 바이러스 단백질이 합성된다.
  - 핵산의 복제 전에 바이러스의 핵산 복제 과정에 필요한 효소가 합성되고(초기 단백질), 이후 핵산 복제 후에 후기 단백질인 구조에 관여하는 단백질이 합성된다.
5. 조립(Assembly): 바이러스의 핵산과 캡시드 단백질로 자손 바이러스가 조립된다.
6. 방출(Release): 일반적으로 바이러스 입자는 2가지 방법(용원, 용균)으로 방출된다.

## 바이러스가 원인인 주요 질병
- 독감 : 인플루엔자 바이러스가 원인

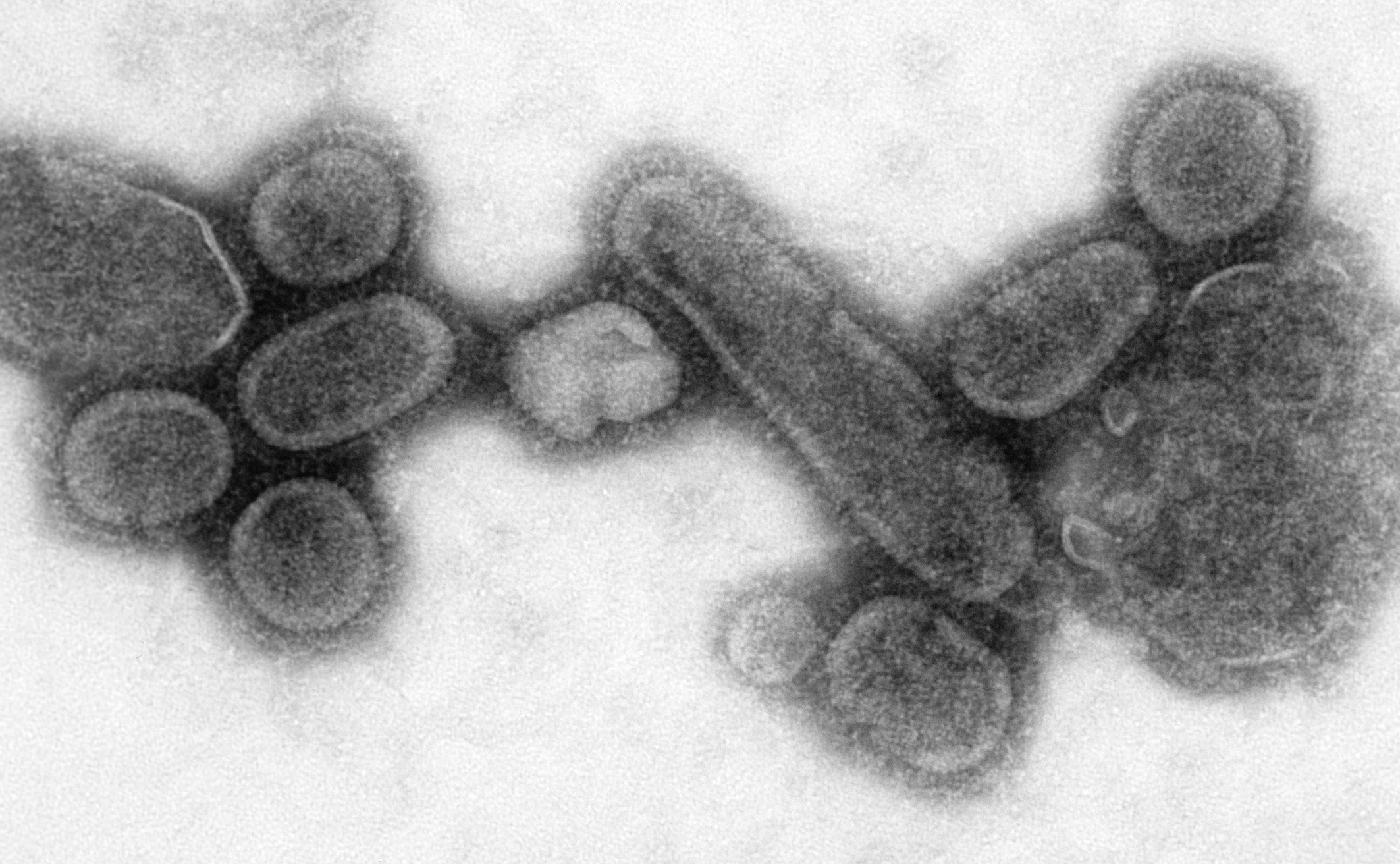
전자 현미경(TEM)으로 관찰한 스페인 독감 바이러스의 사진

- 감기 : 리노 바이러스 또는 아데노 바이러스가 원인
- 에이즈 : 인간 면역 결핍 바이러스(HIV)가 원인
- 담배 모자이크 병 : 담배 모자이크 바이러스(TMV)가 원인
- 천연두 : 천연두 바이러스가 원인
- 소아마비
- 구제역
- 에볼라 출혈열 : 에볼라 바이러스가 원인
- 상추 모자이크 병: 상추 모자이크 바이러스가 원인
- 메르스
- 지카 바이러스
- 코로나바이러스 감염증 (COVID-19)

## 바이러스의 이로운 사용
박테리오파지(bacteriophage):숙주 세균을 파괴하는 바이러스. 항생제의 급격한 사용으로 슈퍼박테리아가 탄생했다. 하지만 박테리오파지를 이용하면(파지 요법) 손쉽게 처리할 수 있다.파지 요법 연구가 중단되었지만,항생제 때문에 요즘 다시 파지 요법에 관심을 보이고 있다.

## 같이 보기
- 바이러스학
- 바이러스 분류

## 참고 자료
- Ricki Lewis 외,《LIFE》,6th Ed.,Mc Graw Hill(2009)
- 이 문서에는 다음커뮤니케이션(현 카카오)에서 GFDL 또는 CC-SA 라이선스로 배포한 글로벌 세계대백과사전의 내용을 기초로 작성된 글이 포함되어 있습니다.